# Ekaterina Bleskina
Ekaterina Andreevna Bleskina (Блёскина, Екатерина Андреевна) née le 29 janvier 1993 à Jeleznogorsk, est une athlète russe, spécialiste du 100 mètres haies.

## Palmarès

### Jeux olympiques
- Jeux olympiques de la jeunesse d’été de 2010 à Singapour ( Singapour) :
  -  Médaille d'or sur 100 mètres haies[1]

### Championnats du monde
- Championnats du monde juniors d'athlétisme 2012 à Barcelone ( Espagne) :
  -  Médaille de bronze sur 100 mètres haies

## Records
| Épreuve          | Performance | Lieu        | Date         |
| ---------------- | ----------- | ----------- | ------------ |
| 100 mètres haies | 13 s 11     | Tcheboksary | 19 juin 2012 |

| Épreuve         | Performance | Lieu   | Date            |
| --------------- | ----------- | ------ | --------------- |
| 60 mètres       | 7 s 39      | Ijevsk | 21 janvier 2012 |
| 60 mètres haies | 8 s 18      | Moscou | 22 février 2012 |